# Warneet
Warneet – miasto w Australii, w stanie Wiktoria.